# Brejinho de Nazaré
Brejinho de Nazaré es un municipio brasileño del estado del Tocantins. Se localiza a una latitud 11º00'00" sur y a una longitud 48º33'56" oeste, estando a una altitud de 247 metros. Su población estimada en 2004 era de 4.407 habitantes y en 2007 de 5.295.
Posee un área de 1728,9 km².